# Triasulfuron
Triasulfuron (ISO-naam) is een herbicide, behorende tot de stofklasse der sulfonylureumverbindingen.
Triasulfuron werd ontwikkeld door het Zwitserse bedrijf Ciba-Geigy (nu Syngenta).

## Werking
Triasulfuron is een selectief herbicide, dat langs de bladeren en de wortels wordt opgenomen en doorheen de plant verspreid wordt naar de meristemen. Het remt de biosynthese van essentiële aminozuren valine en isoleucine, waardoor de celdeling en de plantengroei gestopt wordt. De stof wordt gebruikt bij de teelt van graangewassen (tarwe, gerst en triticale) en kan vóór of na het uitkomen van het onkruid toegepast worden. In de oogstgewassen wordt de stof snel gemetaboliseerd tot een niet-werkzame vorm.

## Regelgeving
Triasulfuron werd door de Europese Unie opgenomen in de lijst van toegelaten gewasbeschermingsmiddelen, voor een termijn die eindigde op 31 juli 2011.
In België zijn geen producten met triasulfuron erkend, in Nederland evenmin.

## Toxicologie en veiligheid
Triasulfuron is weinig toxisch voor zoogdieren. Het is wel toxisch voor waterplanten.